# Тяньчи
Тяньчи́ (кит. упр. 天池, пиньинь Tiānchí) — озеро в Синьцзян-Уйгурском автономном районе, Китай, расположенное на склонах хребта Богдо-Ула, Восточный Тянь-Шань. Высота озера — 1826 м над уровнем моря, площадь — 4,9 км², глубина — до 105 м. Озеро Тяньчи находится в 110 км к востоку от города Урумчи.
Ранее озеро называлось Яочи («Нефритовое озеро»), но в 1783 году было переименовано. Современное название переводится как «Небесное озеро» (на территории Китая и Тайваня существует несколько озёр с таким названием).
В результате человеческой деятельности южный берег озера придвинулся на 18 м к центру озера, а средняя глубина уменьшилась с 100 до 80 м за период с 1992 года. В 2006 году была принята 4-летняя программа по восстановлению озера стоимостью 800 млн юаней ($100 млн долларов США). Планируется расширить туристическую зону вокруг озера с 158 км² до 548 км².

## Ссылки

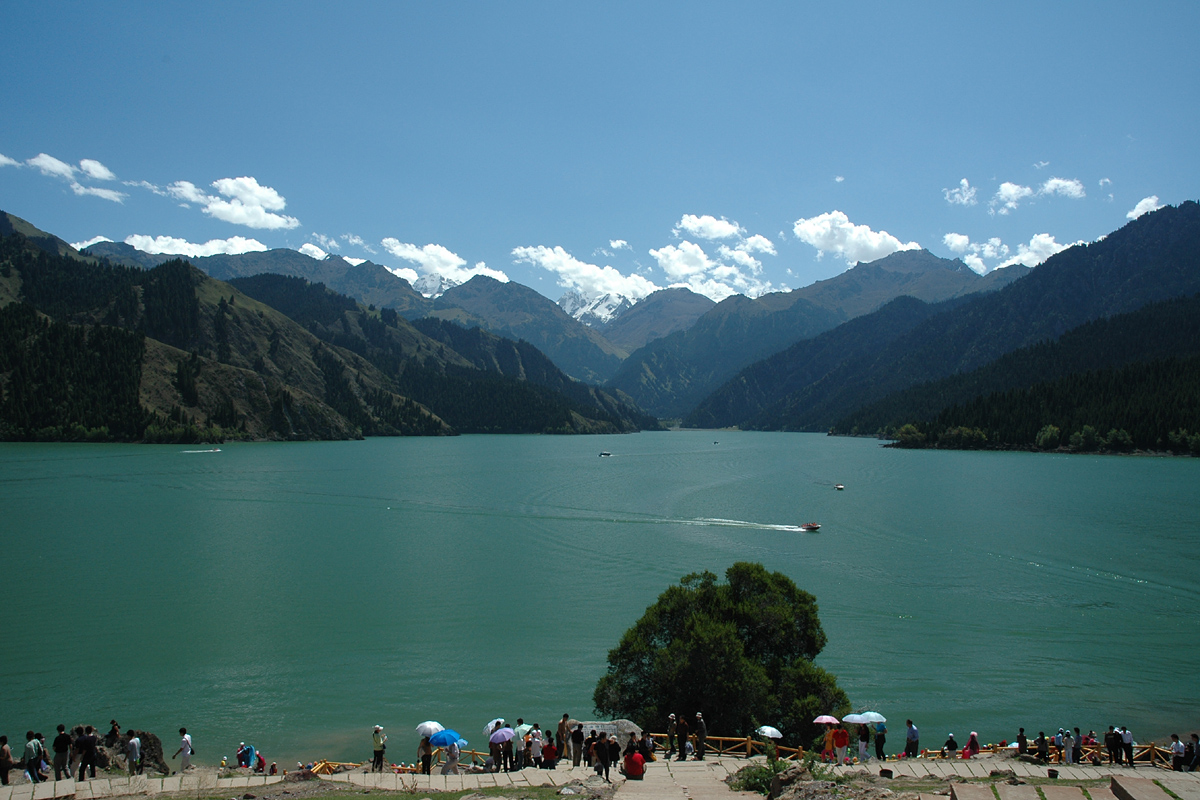
Озеро Тяньчи и пик Богдо на заднем плане (август 2005 года)